# Eco (figura de linguagem)
Eco é um vício de linguagem que consiste na terminação de duas ou mais palavras de um texto serem as mesmas. É considerado uma rima.

## Exemplos
- Aluno repetente, repete alegremente.
- Faço tudo eficazmente, alegremente e calmamente.
- Pedro, pedreiro, penseiro, esperando o candongueiro.
- O capitão fechou o portão e, com o coração na mão, enfrentou o valentão.
- Meu coração por ti gela, meus afetos por ti são.
- A divulgação da promoção não causou comoção.

Observação: No terceiro exemplo há uma aliteração, porém é considerado também um eco pela terminação das palavras "pedreiro" e "penseiro".